# Batalla de Verona (249)
La batalla de Verona se libró entre el general romano y usurpador Decio, y el emperador romano Filipo el Árabe en septiembre de 249. Decio salió victorioso y Filipo murió, con lo que Decio se convirtió en emperador romano.

## Preludio
Las tribus góticas habían atacado la provincia romana de Moesia, en la frontera del río Danubio. La guarnición romana de la provincia, dirigida por el general romano Marino Pacatiano, detuvo a los godos y, por el momento, aseguró la defensa romana de esa zona. En 248, las tropas de Pacatiano lo proclamaron emperador, lo que le convertía en un usurpador. La reacción del emperador Filipo el Árabe fue enviar a su amigo de confianza y general Decio a Moesia para sofocar la rebelión, quien decidió llevar consigo a su hijo Herenio Etrusco.
Sin embargo, antes de que llegara Decio, las tropas de Pactiano se amotinaron y lo asesinaron; cuando llegaron Decio y Herenio intentaron restaurar el orden en el ejército sin líder, pero, como las tropas estaban cansadas de recibir órdenes de un emperador distante, proclamaron emperador a Decio. Él y su ejército marcharon inmediatamente hacia Italia, mientras que Filipo, con solamente dos legiones de reserva, se dirigió hacia el norte para encontrarse con Decio en batalla.

## Batalla
Los dos ejércitos se encontraron cerca de Verona (Italia) en una sangrienta y brutal batalla, en la que las tropas de Decio superaban en número a las de Filipo. El escritor bizantino del siglo VI, Zósimo, registró el día:

"Los partidarios de Decio, aunque sabían que el enemigo tenía las fuerzas imperiales, aún conservaban su confianza en Decio, confiando en su gran habilidad y prudencia"

No se conocen muchos detalles de la batalla, pero Decio tenía tropas de mejor calidad que Filipo. El propio emperador Filipo fue asesinado brutalmente por Decio. El ejército de Filipo fue derrotado fácilmente, con lo que Decio se alzo con la victoria.

## Consecuencias
Decio entró en Roma, fue recibido por el Senado romano, que lo aclamó como emperador, mientras que Filipo II, hijo adolescente de Filipo, era asesinado por la Guardia pretoriana y, en Oriente, el hermano de Filipo el Árabe, Cayo Julio Prisco, se autoproclamaba emperador, para ser derrotado y asesinado poco después, pero en fecha imprecisa. 
Decio gobernó apenas dos años, entre 249 y 251, año en que murió en la Batalla de Abrito junto a su hijo Herenio Etrusco; su otro hijo Hostiliano quedó como emperador junto a los nuevos emperadores aupados por el ejército: Treboniano Galo y su hijo Volusiano. Sin embargo, Hostiliano murió poco después, afectado por la peste. Treboniano y Volusiano tampoco duraron mucho, pues murieron en 253, siendo suplantados por Emiliano, también de muy breve reinado.